# Championnat de Zambie de football
Le championnat de Zambie de football (Konkola Copper Mines Premier League) est une compétition de football opposant les meilleurs clubs zambiens.

## Palmarès
| Année | Champion               |
| 1962  | Roan United (1)        |
| 1963  | Mufulira Wanderers (1) |
| 1964  | City of Lusaka (1)     |
| 1965  | Mufulira Wanderers (2) |
| 1966  | Mufulira Wanderers (3) |
| 1967  | Mufulira Wanderers (4) |
| 1968  | Kabwe Warriors (1)     |
| 1969  | Mufulira Wanderers (5) |
| 1970  | Kabwe Warriors (2)     |
| 1971  | Kabwe Warriors (3)     |
| 1972  | Kabwe Warriors (4)     |
| 1973  | Zambia Army (1)        |
| 1974  | Zambia Army (2)        |
| 1975  | Green Buffaloes (1)    |
| 1976  | Mufulira Wanderers (6) |
| 1977  | Green Buffaloes (2)    |
| 1978  | Mufulira Wanderers (7) |
| 1979  | Green Buffaloes (3)    |
| 1980  | Nchanga Rovers (1)     |
| 1981  | Green Buffaloes (4)    |
| 1982  | Nkana Red Devils (1)   |
| 1983  | Nkana Red Devils (2)   |
| 1984  | Power Dynamos (1)      |
| 1985  | Nkana Red Devils (3)   |
| 1986  | Nkana Red Devils (4)   |
| 1987  | Kabwe Warriors (5)     |
| 1988  | Nkana Red Devils (5)   |
| 1989  | Nkana Red Devils (6)   |
| 1990  | Nkana Red Devils (7)   |
| 1991  | Power Dynamos (2)      |
| 1992  | Nkana Red Devils (8)   |
| 1993  | Nkana Red Devils (9)   |
| 1994  | Power Dynamos (3)      |
| 1995  | Mufulira Wanderers (8) |
| 1996  | Mufulira Wanderers (9) |
| 1997  | Power Dynamos (4)      |
| 1998  | Nchanga Rovers (2)     |
| 1999  | Nkana Red Devils (10)  |
| 2000  | Power Dynamos (5)      |
| 2001  | Nkana Red Devils (11)  |
| 2002  | Zanaco FC (1)          |
| 2003  | Zanaco FC (2)          |
| 2004  | Red Arrows (1)         |
| 2005  | Zanaco FC (3)          |
| 2006  | Zanaco FC (4)          |
| 2007  | ZESCO United (1)       |
| 2008  | ZESCO United (2)       |
| 2009  | Zanaco FC (5)          |
| 2010  | ZESCO United (3)       |
| 2011  | Power Dynamos (6)      |
| 2012  | Zanaco FC (6)          |
| 2013  | Nkana Red Devils (12)  |
| 2014  | ZESCO United (4)       |
| 2015  | ZESCO United (5)       |
| 2016  | Zanaco FC (7)          |
| 2017  | ZESCO United (6)       |
| 2018  | ZESCO United (7)       |
| 2019  | ZESCO United (8)       |
| 2020  | Nkana Red Devils (13)  |
| 2021  | ZESCO United (9)       |
| 2022  | Red Arrows (2)         |
| 2023  | Power Dynamos (7)      |
| 2024  | Red Arrows (3)         |
| 2025  | Power Dynamos (8)      |

## Bilan
| Club               | Titres |
| ------------------ | ------ |
| Nkana              | 13     |
| Mufulira Wanderers | 9      |
| ZESCO United       | 9      |
| Power Dynamos      | 8      |
| Zanaco             | 7      |
| Green Buffaloes    | 6      |
| Kabwe Warriors     | 5      |
| Red Arrows         | 3      |
| Nchanga Rangers    | 2      |
| City of Lusaka     | 1      |
| Roan United        | 1      |